# Диппах (Люксембург)
Диппах (Люксембург) (люкс. Dippech, фр. Dippach) — коммуна в Люксембурге, располагается в округе Люксембург. Коммуна Диппах (Люксембург) является частью кантона Капеллен. В коммуне находится одноимённый населённый пункт.
Население составляет 3591 человек (на 2008 год), в коммуне располагаются 1381 домашних хозяйств. Занимает площадь 17,42 км² (по занимаемой площади 70 место из 116 коммун). Наивысшая точка коммуны над уровнем моря составляет 352 м. (96 место из 116 коммун), наименьшая 277 м. (87 место из 116 коммун).

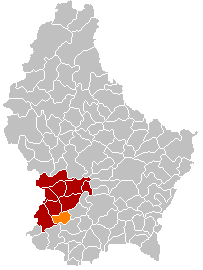
Оранжевый цвет - коммуна Диппах (Люксембург), красный - кантон Капеллен.